# Чемпионат мира по самбо 2009
Чемпионат мира по самбо 2009 года прошёл в Салониках 5-9 ноября. В чемпионате приняли участие спортсмены из 46 стран.

## Медалисты

### Мужчины
| Весовая категория | Золото                              | Серебро                             | Бронза                                                   |
| ----------------- | ----------------------------------- | ----------------------------------- | -------------------------------------------------------- |
| до 52 кг          | Ерболат Байбатыров · Казахстан      | Денис Черенцов · Россия             | Ушанги Кузанашвили · Грузия Шавкат Жураев · Узбекистан   |
| до 57 кг          | Даурен Жайнаков · Казахстан         | Ислам Гасымов · Азербайджан         | Равшан Туракулов · Узбекистан Антон Машкович · Беларусь  |
| до 62 кг          | Александр Паньков · Россия          | Борис Борисов · Болгария            | Игорь Седой · Беларусь Азамат Муканов · Казахстан        |
| до 68 кг          | Хашбаатарын Цагаанбаатар · Монголия | Арман Сарсенбин · Казахстан         | Ким Гвансоп · Республика Корея Стефан Шопов · Болгария   |
| до 74 кг          | Денис Мухин · Россия                | Виктор Савинов · Украина            | Асылбек Алкей · Казахстан Ашот Даниелян · Армения        |
| до 82 кг          | Алексей Харитонов · Россия          | Нико Куция · Грузия                 | Сергей Балабан · Украина Магомед Абдулганилов · Беларусь |
| до 90 кг          | Альсим Черноскулов · Россия         | Миндия Бодавели · Грузия            | Иван Васильчук · Украина Андрей Казусёнок · Беларусь     |
| до 100 кг         | Евгений Исаев · Россия              | Набимухаммад Хоркашев · Таджикистан | Евгений Сёмочкин · Беларусь Мириан Павлиашвили · Грузия  |
| свыше 100 кг      | Виталий Минаков · Россия            | Юрий Рыбак · Беларусь               | Иван Илиев · Болгария Хуан Кастро · Венесуэла            |

### Женщины
| Весовая категория | Золото                         | Серебро                         | Бронза                                                   |
| ----------------- | ------------------------------ | ------------------------------- | -------------------------------------------------------- |
| до 48 кг          | Полина Рубель · Россия         | Татьяна Тривич · Сербия         | Татьяна Москвина · Беларусь Габриэла Кирилова · Болгария |
| до 52 кг          | Диана Алиева · Россия          | Ольга Лазорив · Украина         | Гергана Вацова · Болгария Дисна Лунар · Венесуэла        |
| до 56 кг          | Диана Морич · Сербия           | Игильжон Рузметова · Узбекистан | Елица Ражева · Болгария Татьяна Зенченко · Россия        |
| до 60 кг          | Катерина Прокопенко · Беларусь | Яна Костенко · Россия           | Ивелина Илиева · Болгария Анна Репида · Молдова          |
| до 64 кг          | Анастасия Лешкова · Беларусь   | Екатерина Гольберг · Россия     | Адриана Керар · Румыния Валентина Карауш · Молдова       |
| до 68 кг          | Ольга Усольцева · Россия       | Калжан Тайжанова · Казахстан    | Снежана Делибажич · Сербия Марианна Давыдова · Молдова   |
| до 72 кг          | Катерина Радзевич · Беларусь   | Татьяна Савенко · Украина       | Алия Джилкыбаева · Казахстан Светлана Галянт · Россия    |
| до 80 кг          | Мария Оряшкова · Болгария      | Анна Субботина · Россия         | Ваня Мандич · Сербия Анастасия Матросова · Украина       |
| свыше 80 кг       | Ирина Родина · Россия          | Юлия Борисик · Беларусь         | Ангелика Сопп · Эстония Ольга Давыдко · Украина          |

### Боевое самбо
| Весовая категория | Золото                        | Серебро                          | Бронза                                                       |
| ----------------- | ----------------------------- | -------------------------------- | ------------------------------------------------------------ |
| до 52 кг          | Эрадж Рахимов · Таджикистан   | Александр Нестеров · Россия      | Илиазбек Карабаев · Кыргызстан Сергей Чёрный · Украина       |
| до 57 кг          | Марко Косев · Болгария        | Сергей Глушенко · Украина        | Кадыр Султанов · Узбекистан Бекдияр Тулевов · Казахстан      |
| до 62 кг          | Михаил Паньков · Россия       | Артемий Ситенков · Литва         | Кайрат Жалгасбаев · Казахстан Ильхом Сатвалдиев · Узбекистан |
| до 68 кг          | Сергей Гречихо · Литва        | Вачик Варданян · Армения         | Нурбек Самидинов · Кыргызстан Айбек Даш-Шиви · Россия        |
| до 74 кг          | Венер Галиев · Россия         | Александр Фёдоров · Эстония      | Темирлан Ихсангалиев · Казахстан Виктор Томшевич · Литва     |
| до 82 кг          | Румен Димитров · Болгария     | Алексей Гагарин · Россия         | Жаныбек Аматов · Кыргызстан Кертензис Кедрик · Франция       |
| до 90 кг          | Вячеслав Василевский · Россия | Борис Величков · Болгария        | Георгий Емелифнов · Казахстан Эльдор Гулямов · Узбекистан    |
| до 100 кг         | Сергей Храмов · Россия        | Боби Бранков · Болгария          | Себастьян Либебе · Франция Мариан Иордан · Румыния           |
| свыше 100 кг      | Алексей Князев · Россия       | Замирбек Серга Баен · Кыргызстан | Тадас Ринкевичус · Литва Юре Вушник · Словакия               |

## Командный зачёт

### Мужчины
1. Россия;
2. Казахстан;
3. Беларусь.

### Женщины
1. Россия;
2. Беларусь;
3. Сербия.

### Боевое самбо
1. Россия;
2. Болгария;
3. Литва.